# Праздники Камбоджи
Здесь приводится список праздников Камбоджи.
| Дата                   | Русское название                   | Кхмерское название                    | Описание |
| ---------------------- | ---------------------------------- | ------------------------------------- | --- |
| 1 января               | Новый год                          | ទិវាចូលឆ្នាំសកល                             | Начало нового года по григорианскому календарю. |
| 7 января               | День Победы над геноцидом          | ទិវាជ័យជំនះលើ របបប្រល័យពូជសាសន៏                  | Взятие Пномпеня вьетнамскими войсками в 1979 году. |
| Февраль                | Макха Буча                         | ពិធីបុណ្យមាឃបូជា                             | Сбор монахов для прослушивания проповедей Будды. |
| 8 марта                | Международный женский день         | ទិវាសិទ្ធិនារីអន្តរជាតិ                         | |
| 13-15 или 14-16 апреля | Кхмерский Новый год                | ពិធីបុណ្យចូលឆ្នាំខ្មែរ ប្រពៃណីជាតិ                   | Считается самым важным праздником. |
| Апрель или май         | Весак                              | ទិវាពលកម្មអន្តរជាតិ                         | Празднование дня рождения Гаутамы Будды, а также момент его просветления и смерти.                                                                                       |
| 1 мая                  | День Труда                         | ទិវាពលកម្មអន្តរជាតិ                         | День труда является ежегодным праздником в честь экономических и социальных завоеваний трудящихся.                                                                       |
| Май                    | Королевский обряд вспашки          | ពិធីបុណ្យច្រត់ព្រះនង្គ័ល                        | Празднование начала посевов. |
| 13-15 мая              | День рождения Короля               | ព្រះរាជពិធីបុណ្យចំរើន ព្រះជនព្រះបរមនាថនរោត្តមសីហមុនី     | Празднование Дня рождения короля Нородома Сиамони (14 мая 1953 года). |
| 20 мая                 | День праведного гнева              | ទិវាចងកំហឹង                               | Увековечивание памяти жертв политического террора, организованного тоталитарным коммунистическим режимом Красных кхмеров Пол Пота в Демократической Кампучии (1975-1979) |
| 18 июня                | День рождения Королевы-Матери      | ព្រះរាជពិធីបុណ្យចំរើន ព្រះជននរោត្តមមនីនាថសីហនុ         | Празднование Дня рождения королевы Нородом Монинеат Сианук (18 июня 1936 года).                                                                                          |
| 24 сентября            | День Конституции Камбоджи          | ទិវាប្រកាសរដ្ឋធម្មនុញ                        | Празднование учреждения Конституции Камбоджи. |
| Сентябрь или октябрь   | Пчум Бен                           | ពិធីបុណ្យភ្ជុំបិណ្ឌ                            | Камбоджийский религиозный праздник, так же известный как День предков.                                                                                                   |
| 29 октября             | День коронации                     | ព្រះរាជពិធីគ្រងរាជសម្បត្តិ ព្រះបរមនាថនរោត្តមសីហមុនី     | Празднование коронации Короля Камбоджи. |
| 31 октября             | День рождения отца Короля Камбоджи | ព្រះរាជពិធីបុណ្យចំរើនព្រះជន ព្រះបាទសម្តេចព្រះបាទនរោត្តមសីហនុ | Празднование Дня рождения короля Нородома Сианука. |
| 9 ноября               | День независимости Камбоджи        | ទិវាបុណ្យឯករាជ្យជាតិ                          | Празднование получения независимости от Франции в 1953 году. |
| Ноябрь                 | Бон Ом Тук (Водный фестиваль)      | ពិធីបុណ្យអុំទូក បណ្តែតប្រទីប សំពះព្រះខែ               | Состязания по гребле, когда река меняет направление течения. |
| 10 декабря             | День прав человека                 | ទិវាបុណ្យសិទ្ធិមនុស្សអន្តរជាតិ                    | Празднование принятия Декларации о правах человека. |